# بيل آكر
بيل آكر (بالإنجليزية: Bill Acker)‏ هو لاعب كرة قدم أمريكية أمريكي، ولد في 7 نوفمبر 1956 في فريير في الولايات المتحدة.

## وصلات خارجية
- بيل آكر على موقع مرجع كرة القدم المحترفة.كوم (الإنجليزية)